# لنا پارک
لنا پارک (انگلیسی: Lena Park؛ زادهٔ ۲۳ مارس ۱۹۷۶) یک نوازنده و خواننده اهل ایالات متحده آمریکا و کره جنوبی است. او یک خواننده، ترانه‌سرا، موسیقی‌دان و تهیه‌کننده است.